# Paeanius
Pour les articles homonymes, voir Péan (homonymie).
Paeanius, parfois francisé en Péan, est un historien du IVe siècle qui fit une traduction en grec de l’Abrégé de l’histoire romaine, rédigée en latin par Eutrope.

## Biographie
Paeanius  fut un compagnon d’étude d’Eutrope qui étudia auprès des rhéteurs Acacius de Césarée et Libanios. L’Abrégé de l’histoire romaine est un condensé en dix livres de l’histoire de Rome depuis sa fondation qui fut publié par Eutrope vers 369, et dédié à l’empereur Valens. Devant le succès de cet ouvrage, Paeanius en fit une traduction dix ans plus tard, vers 380, à destination du public hellénophone de la partie orientale de l’Empire. Paeanius ne fit pas une traduction mot à mot, mais omit des détails et développa les sous-entendus du texte latin.